# Sint-Kwintenskerk (Marthes)
De Sint-Kwintenskerk (Frans: Église Saint-Quentin) is de kerk van de in het Franse departement Pas-de-Calais gelegen dorp Marthes.

## Geschiedenis
De kerk werd tijdens de 2e helft van de 16e eeuw herbouwd, nadat het dorp Marthes in 1542 werd verwoest door de troepen van de hertog van Vendôme. Als zodanig werd de kerk afgebeeld in de Albums de Croÿ. Daarna werd de kerk sterk gewijzigd, namelijk het koor in de 17e eeuw en de toren in 1899. Verder werd het schip herbouwd op de oude fundering. Van 1899-1900 werd de toren vernieuwd. Vanaf 1911 werd het kerkmeubilair vervangen.

## Gebouw
Het betreft een kerkgebouw met voorgebouwde toren van 1899-1900, een eenbeukig schip dat uitkomt op een koor waarvan de oudste delen van de 2e helft van de 16e eeuw stammen.